# Доброволна бездетност
Доброволна бездетност или чайлдфри (на английски: childfree) е доброволният избор за несъздаване на потомство.
В повечето общества и през по-голямата част от историята на човечеството, изборът за бездетност е бил труден и нежелателен. Наличието на надеждна контрацепция, както и подкрепа за възрастни хора от обществото, а не от семейството, прави бездетността вариант за хора в някои общества.

## Често споделяни убеждения
Поддръжниците на бездетността (напр. Корин Майер, авторка на романа „Без деца: 40 причини да нямаме деца“) цитират различни причини за своето мнение:
- съревноваващи се семейни или социални задължения, като ролята на първичен болногледач за съпруг с увреждания, братя или сестри или родител(и);
- притеснения относно ефектите, които бременността оказва върху тялото на жената (наддаване на тегло, стрии, увиснали гърди, хиперпигментация на лицето, по-разхлабени тазови мускули, водещи до намаляване на сексуалното удоволствие както за жената, така и за партньора ѝ, хемороиди, уринарна инконтиненция, смърт и т.н.);
- икономическа недостатъчност;
- липса на достъп до поддържащи мрежи и ресурси;
- лично благополучие;
- съществуващи или възможни здравословни проблеми, включително генетични нарушения;
- нежелание да се репликират гените на собствените родители в случаи на насилие над деца;
- страх, че сексуалната активност може да намалее;
- различни страхове (например от това да бъдете хванати в капан или разочаровани), както и страхове за детето;
- увреждане на отношенията или трудности с тях;
- страх и/или отвращение към физическото състояние на бременността, преживяването на раждането, и възстановяването (например ерозия на физическата желателност);
- вяра, че човек може да даде по-голям принос за човечеството чрез работата си, отколкото като има деца;
- възприемана или действителна неспособност да бъде отговорен и търпелив родител;
- възгледът, че желанието за възпроизвеждане е форма на нарцисизъм;
- липсата на партньор;
- убеждение, че е неправилно умишлено да се има дете, когато има толкова много деца на разположение за осиновяване;
- загриженост относно въздействието върху околната среда, като пренаселеността, замърсяването, недостига на ресурси и произтичащите от това ефекти върху глобалния климат и благосъстоянието на съществуващите деца;
- антинатализъм: убеждението, че по своята същност е неморално да се създават нови хора. Тоест, човек обикновено може да желае да пощади потенциално дете от страданието на живота. Нещо повече, родителят никога не може да получи съгласието на нероденото дете, следователно решението за възпроизвеждане би било налагане на живот;
- вяра в отрицателно, намаляващо състояние на света и културата и в необходимостта да се избягва подлагането на дете на тези отрицателни условия. Това включва опасения, че може би е вероятно да настъпят катастрофални събития (напр. ефекти от глобалното затопляне, война или глад) в рамките на живота на децата и да причинят тяхното страдание и/или смърт;
- убеждение, че хората са склонни да имат деца по грешни причини (например страх, социален натиск от културните норми);
- спазване на принципите на религиозна организация, която отхвърля да имането на деца или отхвърлянето на прогресивните религиозни вярвания, наложени от семейството и/или общността;
- неприязън към децата;
- несигурност относно стабилността на родителските отношения;
- липса на т.нар. майчин или бащин инстинкт;
- вярване, че човек е твърде стар или твърде млад, за да има деца;
- кариерна ориентация и др.